# Лоун Вулф (Оклахома)
Лоун Вулф (енгл. Lone Wolf) град је у америчкој савезној држави Оклахома.

## Демографија
По попису из 2010. године број становника је 438, што је 62 (-12,4%) становника мање него 2000. године.
| Група             | 2000.       | 2010.       |
| Белци             | 450 (90,0%) | 394 (90,0%) |
| Афроамериканци    | 3 (0,6%)    | 1 (0,2%)    |
| Азијати           | 0 (0,0%)    | 0 (0,0%)    |
| Хиспаноамериканци | 24 (4,8%)   | 28 (6,4%)   |
| Укупно            | 500         | 438         |